# Evolution (album Disturbed)
Evolution – siódmy album studyjny amerykańskiej grupy muzycznej Disturbed. Wydawnictwo ukazało się 19 października 2018 roku.

## Lista utworów
| Nr  | Tytuł utworu           | Długość |
| --- | ---------------------- | ------- |
| 1.  | „Are You Ready”        | 4:21    |
| 2.  | „No More”              | 3:52    |
| 3.  | „A Reason to Fight”    | 4:44    |
| 4.  | „In Another Time”      | 4:11    |
| 5.  | „Stronger on Your Own” | 4:01    |
| 6.  | „Hold on to Memories”  | 5:03    |
| 7.  | „Saviour of Nothing”   | 4:12    |
| 8.  | „Watch You Burn”       | 4:20    |
| 9.  | „The Best Ones Lie”    | 4:02    |
| 10. | „Already Gone”         | 4:28    |
|     |                        | 43:14   |

## Twórcy albumu
- David Draiman – wokal
- Dan Donegan – gitara
- John Moyer – gitara basowa
- Mike Wengren – perkusja
- Kevin Churko - produkcja
- Ted Jensen - mastering